# نادي سونغنام
نادي سيونغنام لكرة القدم هو نادي كرة قدم كوري جنوبي تأسس عام 1989.
تأهل سيونغنام لنهائي دوري أبطال آسيا 2010 حيث قابل نادي زوب آهن الإيراني وألحق به هزيمة قوامها 3-1، ليحصل على كأس البطولة للمرة الثانية في تاريخه بعد كأس نسخة 96 من أمام النصر السعودي